# Iochroma lehmannii
Iochroma lehmannii là loài thực vật có hoa trong họ Cà. Loài này được Dammer ex Bitter mô tả khoa học đầu tiên năm 1918.